# 弹头笔螺
弹头笔螺（学名：Pterygia crenulata），是新腹足目笔螺科芋笔螺属的一种。主要分布于印度尼西亚、中国大陆、台湾，常栖息在低潮线下。